# Síbia grisa
La síbia grisa (Heterophasia gracilis) és un ocell de la família dels leiotríquids (Leiothrichidae).

## Hàbitat i distribució
Habita boscos a l'Himàlaia, al nord-est de l'Índia a les muntanyes Khasi i Cachar, Manipur i Nagaland, oest i nord-est de Myanmar i sud-oest de la Xina a l'oest de Yunnan.